# Jean-Pierre Jarier
Jean-Pierre Jacques Paul Jarier (Charenton-le-Pont, 10 luglio 1946) è un pilota di Formula 1 francese, campione europeo di Formula 2 nel 1973.

## Carriera

### Gli inizi
Nato a Charenton-le-Pont, vicino a Parigi, Jarier si interessò al mondo dell'automobilismo a 21 anni. Prima si era dedicato alle moto da corsa, ma a seguito di una promessa fatta alla madre di abbandonare questo suo interesse, la convinse a vendere l'auto di famiglia per comprargli una vettura per gareggiare nelle categorie minori.
Esordisce quindi nel 1967 alla Coppa Gordini, in cui ottiene qualche piazzamento. L'anno seguente conquista le prime vittorie e, grazie all'aiuto di Jean-Pierre Beltoise fece le prime esperienze alla guida di una monoposto in Formula Francia. Nonostante i risultati non particolarmente brillanti passò alla Formula 3 nel 1969 e l'anno seguente concluse terzo nel campionato francese.
Questo risultato gli consentì, nel 1971, di passare alla Formula 2, categoria in cui ottenne diversi podi, lo stesso anno esordì pure in Formula 1. Nel 1972, però, a causa della mancanza di denaro, poté correre solamente alcune gare. Solo nel 1973 venne assunto dal team ufficiale della March, con cui riuscì a imporsi in sette gare di Formula 2 e a vincere il campionato europeo.

### Formula 1
Nel 1973, secondo quanto pattuito con la March avrebbe dovuto correre solamente alcune gare nella massima serie, ma il mancato accordo tra Chris Amon e il team britannico lo pose nella condizione di poter disputare quasi interamente il campionato, viste anche le difficoltà economiche della squadra che non poteva permettersi un pilota di primo livello. La stagione si rivelò nel complesso deludente, anche per il fatto che la March non poteva permettersi di essere competitiva contemporaneamente sia in Formula 1 sia in Formula 2, categoria in cui il francese stava dominando. Nonostante ciò il francese offrì buone prove a Monaco e in Francia. Lo stesso anno Jarier era stato contattato dalla Ferrari con cui aveva firmato un contratto per disputare a Maranello la stagione seguente, ma a settembre fu costretto a rescinderlo a causa dell'opposizione della March che non voleva lasciarlo partire.
Nel 1974 passò alla Shadow ottenendo il suo primo podio al Gran Premio di Monaco. Nel 1975, sempre con la Shadow, ottenne la sua prima pole-position nel Gran Premio inaugurale, ma non poté partire per problemi al cambio sopravvenuti prima della partenza durante il giro di formazione, ripeté la pole-position nel successivo Gran Premio del Brasile e in questo caso, pur facendosi precedere in partenza, riuscì a passare al comando della gara al quarto giro e vi rimase, segnando anche il giro più veloce, fino a sette giri dal termine quando fu fermato da un guasto all'alimentazione. In seguito riuscì solo a ottenere il quarto posto nel Gran Premio di Spagna, che gli valse solo 1,5 punti nella classifica perché la gara fu interrotta prima del termine a causa di un grave incidente che causò la morte di quattro spettatori e quindi il punteggio assegnato fu dimezzato. Corse con la Shadow anche nel 1976 ma ottenendo solo piazzamenti oltre il sesto posto, quindi terminò la stagione senza segnare punti in classifica.

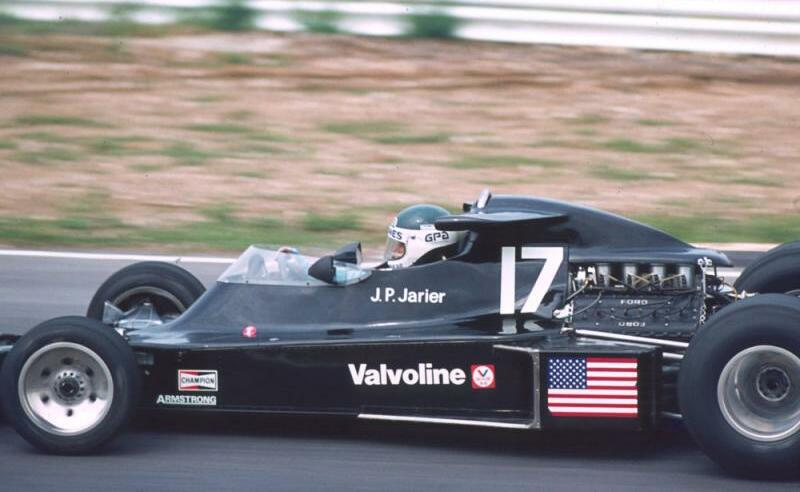
J.P. Jarier su Shadow (Brands Hatch 1976)

Nel 1977 riuscì a rientrare nel campionato con la scuderia tedesca ATS che esordì, a stagione iniziata, nel Gran Premio degli Stati Uniti-Ovest schierando la Penske PC4 che aveva corso l'anno precedente per la scuderia ufficiale Penske, al Gran Premio d'esordio Jarier arrivò sesto, ma poi non ottenne altri risultati a punti. Alle ultime tre gare extra-europee la ATS non partecipò, Jarier riuscì a correre uno di questi Gran Premi con la Shadow in sostituzione di Riccardo Patrese impegnato in Formula 2 e l'ultimo della stagione con la Ligier che per la prima volta schierò una seconda vettura, ma in entrambi i casi senza risultati di rilievo. Proseguì con la ATS che nel 1978 schierò una vettura di propria costruzione ma senza ottenere risultati di rilievo, al Gran Premio di Monaco non riuscì a qualificarsi e terminò la collaborazione con la scuderia tedesca.
A fine stagione fu chiamato alla Lotus per sostituire Ronnie Peterson deceduto dopo l'incidente al Gran Premio d'Italia, Jarier al Gran Premio degli Stati Uniti-Est iniziò male per problemi di gomme, ma dopo averle sostituite all'undicesimo giro, cominciò una rimonta che lo portò fino al terzo posto e gli permise di ottenere il giro più veloce, la gara fu però compromessa a quattro giri dalla fine perché gli venne a mancare il carburante. Nell'ultimo Gran Premio stagionale ebbe l'ultima occasione per vincere: partì in pole-position e condusse la gara fino a venti giri dal termine quando si dovette ritirare per mancanza d'olio nell'impianto frenante. Nell'occasione il giornalista Franco Lini osservò: "O con la Lotus attuale tutti sono campioni o Jarier è un fuoriclasse e nessuno se ne è accorto".
Nei due anni seguenti corse per la Tyrrell, il primo anno ottenne due terzi posti come miglior piazzamento, mentre il secondo solo tre quinti posti, in questa seconda stagione a Monaco fu protagonista involontariamente di uno spettacolare incidente, innescato dal compagno di squadra Derek Daly e che coinvolse altre due vetture alla curva di Sainte Devote subito dopo la partenza, fino allo sgombero delle vetture la pista rimase ostruita impedendo agli altri concorrenti di passare mentre i primi sei che erano già passati si stavano avantaggiando.

Nel 1981 partecipò ai primi due Gran Premi con la Ligier in sostituzione di Jean-Pierre Jabouille che era impedito dai postumi di un incidente occorsogli al Gran Premio del Canada della stagione precedente, poi trovò un volante alla scuderia Osella a partire dal Gran Premio di Gran Bretagna. Nel 1982 continuò con l'Osella e ottenne il miglior risultato di sempre per la scuderia: il quarto posto al Gran Premio di San Marino, anche se favorito dalla defezione della maggior parte dei team inglesi.

L'ultima stagione, il 1983, la fece al volante della Ligier senza ottenere piazzamenti nei primi sei. In questi ultimi anni senza disporre di una macchina competitiva la combattività di Jarier si poteva notare nel momento in cui doveva subire il doppiaggio a cui si opponeva strenuamente, salvo dover capitolare per la disparità di mezzi. All'epoca non erano previste sanzioni e le bandiere blu erano un avvertimento per chi stava per essere doppiato, ma non un obbligo a lasciar passare i primi, questo comportamento di Jarier però penalizzava ingiustamente alcuni piloti, al Gran Premio d'Austria 1983 fece perdere due posizioni a Patrick Tambay che era in testa alla corsa. 
Nella sua lunga carriera ha partecipato a 134 Gran Premi corsi tra il 1971 e il 1983, ottenendo tre pole-position, tre giri più veloci e 31,5 punti. 

#### Risultati completi
| 1971 | Scuderia | Vettura |  |  |  |  |    |  |  |  |    |  |  |  |  |  |  |  |  | Punti | Pos. |
| ---- | -------- | ------- |  |  |  |  | -- |  |  |  | -- |  |  |  |  |  |  |  |  | ----- | ---- |
| 1971 | March    | 701     |  |  |  |  | NA |  |  |  | NC |  |  |  |  |  |  |  |  | 0     |      |

| 1973 | Scuderia | Vettura    |     |     |    |  |     |     |     |     |  |  |    |     |  |    |    |  |  | Punti | Pos. |
| ---- | -------- | ---------- | --- | --- | -- |  | --- | --- | --- | --- |  |  | -- | --- |  | -- | -- |  |  | ----- | ---- |
| 1973 | March    | 721G e 731 | Rit | Rit | NC |  | Rit | Rit | Rit | Rit |  |  | NA | Rit |  | NC | 11 |  |  | 0     |      |

| 1974 | Scuderia | Vettura   |     |     |    |     |    |   |   |     |    |     |   |   |     |     |    |  |  | Punti | Pos. |
| ---- | -------- | --------- | --- | --- | -- | --- | -- | - | - | --- | -- | --- | - | - | --- | --- | -- |  |  | ----- | ---- |
| 1974 | Shadow   | DN1 e DN3 | Rit | Rit | NA | Rit | 13 | 3 | 5 | Rit | 12 | Rit | 8 | 8 | Rit | Rit | 10 |  |  | 6     | 14º  |

| 1975 | Scuderia | Vettura         |    |     |     |   |     |     |     |     |   |    |     |     |     |     |  |  |  | Punti | Pos. |
| ---- | -------- | --------------- | -- | --- | --- | - | --- | --- | --- | --- | - | -- | --- | --- | --- | --- |  |  |  | ----- | ---- |
| 1975 | Shadow   | DN3B, DN5 e DN7 | NP | Rit | Rit | 4 | Rit | Rit | Rit | Rit | 8 | 14 | Rit | Rit | Rit | Rit |  |  |  | 1,5   | 18º  |

| 1976 | Scuderia | Vettura   |     |     |   |     |   |   |    |    |   |    |     |    |    |    |    |    |  | Punti | Pos. |
| ---- | -------- | --------- | --- | --- | - | --- | - | - | -- | -- | - | -- | --- | -- | -- | -- | -- | -- |  | ----- | ---- |
| 1976 | Shadow   | DN8 e DN5 | Rit | Rit | 7 | Rit | 9 | 8 | 12 | 12 | 9 | 11 | Rit | 10 | 19 | 18 | 10 | 10 |  | 0     |      |

| 1977 | Scuderia             | Vettura     |  |  |  |   |    |    |    |   |     |   |     |    |     |     |   |  |     | Punti | Pos. |
| ---- | -------------------- | ----------- |  |  |  | - | -- | -- | -- | - | --- | - | --- | -- | --- | --- | - |  | --- | ----- | ---- |
| 1977 | Penske Shadow Ligier | PC4 DN8 JS7 |  |  |  | 6 | NQ | 11 | 11 | 8 | Rit | 9 | Rit | 14 | Rit | Rit | 9 |  | Rit | 1     | 20º  |

| 1978 | Scuderia  | Vettura |    |    |   |    |    |  |  |  |  |  |    |  |  |  |    |     |  | Punti | Pos. |
| ---- | --------- | ------- | -- | -- | - | -- | -- |  |  |  |  |  | -- |  |  |  | -- | --- |  | ----- | ---- |
| 1978 | ATS Lotus | HS1 79  | 12 | NP | 8 | 11 | NQ |  |  |  |  |  | NQ |  |  |  | 15 | Rit |  | 0     |      |

| 1979 | Scuderia | Vettura |     |     |   |   |   |    |     |   |   |  |  |     |   |     |     |  |  | Punti | Pos. |
| ---- | -------- | ------- | --- | --- | - | - | - | -- | --- | - | - |  |  | --- | - | --- | --- |  |  | ----- | ---- |
| 1979 | Tyrrell  | 009     | Rit | Rit | 3 | 6 | 5 | 11 | Rit | 5 | 3 |  |  | Rit | 6 | Rit | Rit |  |  | 14    | 12º  |

| 1980 | Scuderia | Vettura   |     |    |   |     |   |     |     |   |    |     |   |    |   |    |  |  |  | Punti | Pos. |
| ---- | -------- | --------- | --- | -- | - | --- | - | --- | --- | - | -- | --- | - | -- | - | -- |  |  |  | ----- | ---- |
| 1980 | Tyrrell  | 009 e 010 | Rit | 12 | 7 | Rit | 5 | Rit | Rit | 5 | 15 | Rit | 5 | 13 | 7 | NC |  |  |  | 6     | 13º  |

| 1981 | Scuderia      | Vettura        |     |   |  |  |  |  |  |  |   |   |    |     |   |     |     |  |  | Punti | Pos. |
| ---- | ------------- | -------------- | --- | - |  |  |  |  |  |  | - | - | -- | --- | - | --- | --- |  |  | ----- | ---- |
| 1981 | Ligier Osella | JS17 FA1B FA1C | Rit | 7 |  |  |  |  |  |  | 8 | 8 | 10 | Rit | 9 | Rit | Rit |  |  | 0     |      |

| 1982 | Scuderia | Vettura |     |   |     |   |     |    |     |    |    |     |     |     |    |     |     |    |  | Punti | Pos. |
| ---- | -------- | ------- | --- | - | --- | - | --- | -- | --- | -- | -- | --- | --- | --- | -- | --- | --- | -- |  | ----- | ---- |
| 1982 | Osella   | FA1C    | Rit | 9 | Rit | 4 | Rit | NQ | Rit | WD | 14 | Rit | Rit | Rit | NQ | Rit | Rit | NP |  | 3     | 20º  |

| 1983 | Scuderia | Vettura |     |     |   |     |     |     |     |     |    |   |   |     |   |     |    |  |  | Punti | Pos. |
| ---- | -------- | ------- | --- | --- | - | --- | --- | --- | --- | --- | -- | - | - | --- | - | --- | -- |  |  | ----- | ---- |
| 1983 | Ligier   | JS21    | Rit | Rit | 9 | Rit | Rit | Rit | Rit | Rit | 10 | 8 | 7 | Rit | 9 | Rit | 10 |  |  | 0     |      |

| Legenda | 1º posto     | 2º posto | 3º posto    | A punti         | Senza punti/Non class.  | Grassetto – Pole position Corsivo – Giro più veloce |
| Legenda | Squalificato | Ritirato | Non partito | Non qualificato | Solo prove/Terzo pilota | Grassetto – Pole position Corsivo – Giro più veloce |

### Sportprototipo

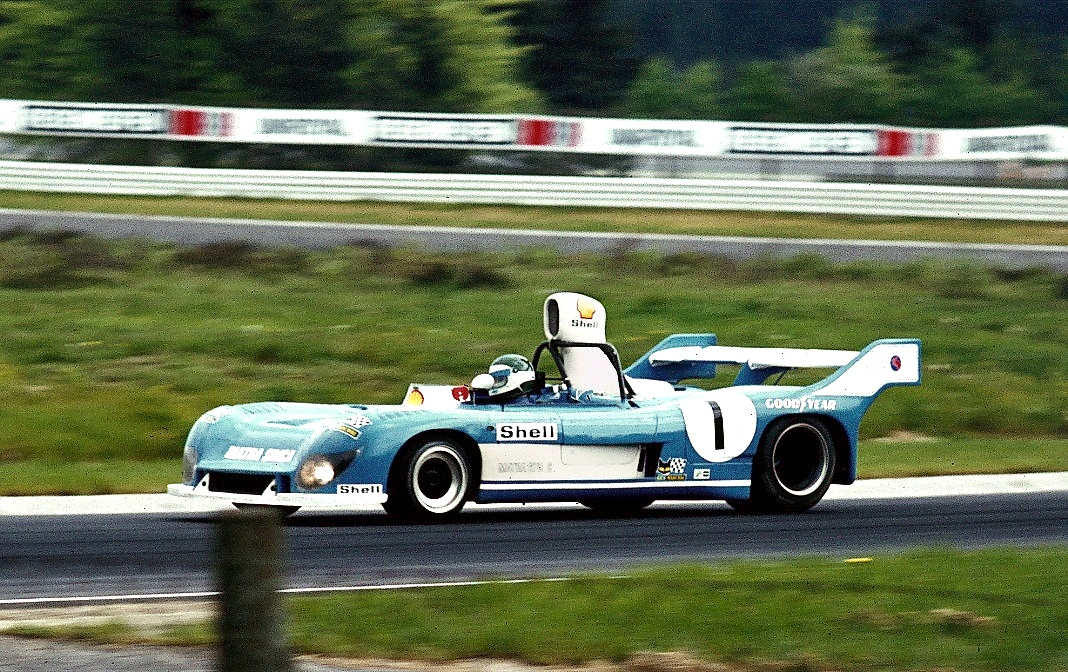
Jarier alla guida di una Matra Simca nel 1974

Oltre che nelle competizioni con le monoposto, Jarier si è distinto anche nelle competizioni del Campionato mondiale sportprototipi, nel 1974 come pilota ufficiale Matra Simca contribuì alla vittoria della casa francese nel mondiale marche vincendo diverse gare al volante della MS670C: vinse la 1000 km di Spa con Jacky Ickx, poi vinse con Jean-Pierre Beltoise la 1000 km del Nürburgring, la 6 ore di Watkins Glen, la 1000 km di Brands Hatch e la 1000 km di Le Castellet. Nel 1977 partecipò alla conquista del titolo mondiale da parte dell'Alfa Romeo al volante della Tipo 33 vincendo le 500 km di Digione e Le Castellet con Arturo Merzario. Pur partecipando a diverse edizioni della classica 24 Ore di Le Mans non l'ha mai vinta, ma si è aggiudicato la 24 Ore di Spa del 1993 con Bob Wollek e Jésus Pareja al volante di una Porsche 911.
Si ritirò dalle competizioni nel 2003.

## Vita privata
Dal 1988 vive in una fattoria a La Môle.